# Uthållighetslöpning
Uthållighetslöpning avser förutom en utpekad form av löpning även en hypotes  om att evolutionen av vissa positiva särdrag kan förklaras som en grad av adaption till långdistanslöpning. Hypotesen föreslår att uthållighetslöpning spelade en viktig roll för hominider i sitt sökande efter föda. Forskare har framkastat att uthållighetslöpning tog sin början för ändamålet asätning och senare utvecklades till utmattningsjakt.
Att anatomisk och fysiologisk anpassning har skett under årtusenden har modern forskning konstaterat genom att titta på olika aspekter och faktorer kring kroppsfunktioner.
Hypotesen har givits en populär beskrivning i Christopher McDougall's "Born to run", där mexikanska tarahumara-folket lyfts fram som levande belägg.